# عنصر (ألعاب)

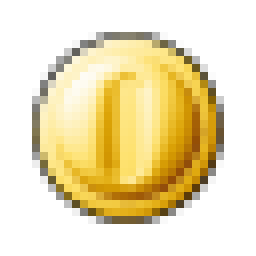
العملات المعدنية هي عنصر شائع يمكن تحصيله في ألعاب الفيديو.

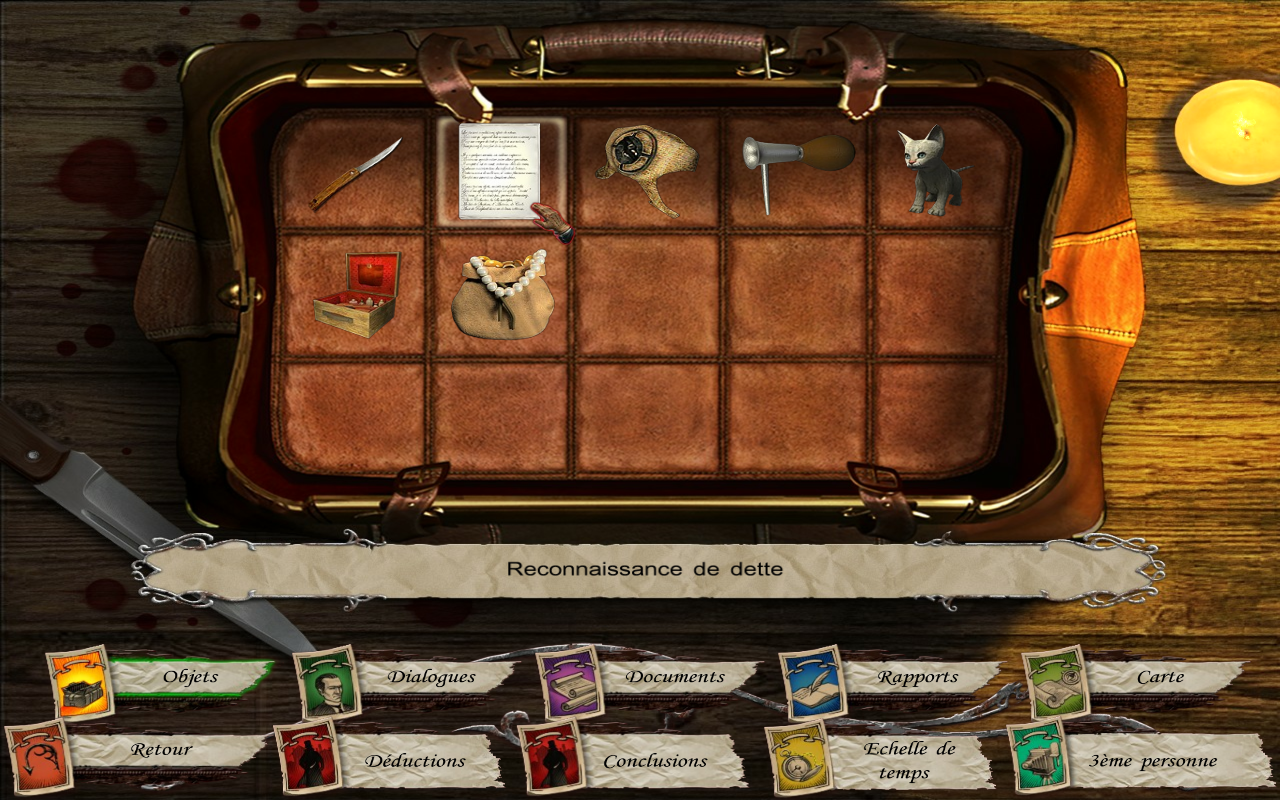
جرد اللاعب للعناصر في لعبة المغامرة Sherlock Holmes Versus Jack the Ripper

في ألعاب الكمبيوتر والفيديو ، العنصر هو كائن داخل عالم اللعبة يمكن جمعه بواسطة لاعب أو، في بعض الأحيان، شخصية غير لاعب .
غالبًا العناصر تشكل عنصر هام في تجربة اللاعب وتطوير شخصيته. العناصر تعتبر أشياء يمكن للشخصية جمعها واستخدامها في اللعبة. قد تشمل هذه العناصر الأسلحة، والدروع، والأدوات، والعناصر السحرية، والمواد الخام، وأشياء أخرى مختلفة.
تكون العناصر غالبًا مفيدة للشخصية اللاعبة، فعلى سبيل المثال، الأسلحة تزيد من قوة الهجوم، والدروع تزيد من قوة الدفاع، والعناصر السحرية تمنح قدرات خاصة مثل الشفاء أو القدرة على إلحاق أضرار إضافية بالأعداء. بجمع العناصر وتطويرها، يصبح لدى اللاعب مجموعة أوسع من الخيارات والقدرات لمواجهة التحديات في اللعبة.
ومع ذلك، قد تحتوي بعض الألعاب أيضًا على عناصر ضارة، وهذه العناصر يمكن أن تكون لها تأثيرات سلبية على الشخصية اللاعبة. على سبيل المثال، قد تكون هناك قطع دروع ملعونة تجعل الشخصية أضعف أو تسبب تأثيرات سلبية إضافية، ولا يمكن للشخصية إزالة هذه الدروع حتى يتم رفع اللعنة الملتصقة بها. قد يتطلب ذلك جهودًا إضافية ووسائل خاصة لإزالة اللعنة واستعادة كاملة للشخصية.
هناك أيضًا بعض العناصر التي قد تكون عديمة القيمة للشخصية اللاعبة، ويعتبر جمعها مجرد استكمال غير ضروري للمجموعة العامة من العناصر. قد تكون هذه العناصر عبارة عن زخرفات أو عناصر تجميلية لا تؤثر على أداء الشخصية.
في نهاية المطاف، العناصر تعد عنصرًا أساسيًا في ألعاب لعب الأدوار وغيرها من ألعاب الفيديو، حيث تساعد في تعزيز تجربة اللاعب وتقديم مزيد من التحدي والإشراك في اللعبة.

## أنواع

### في ألعاب الرماية

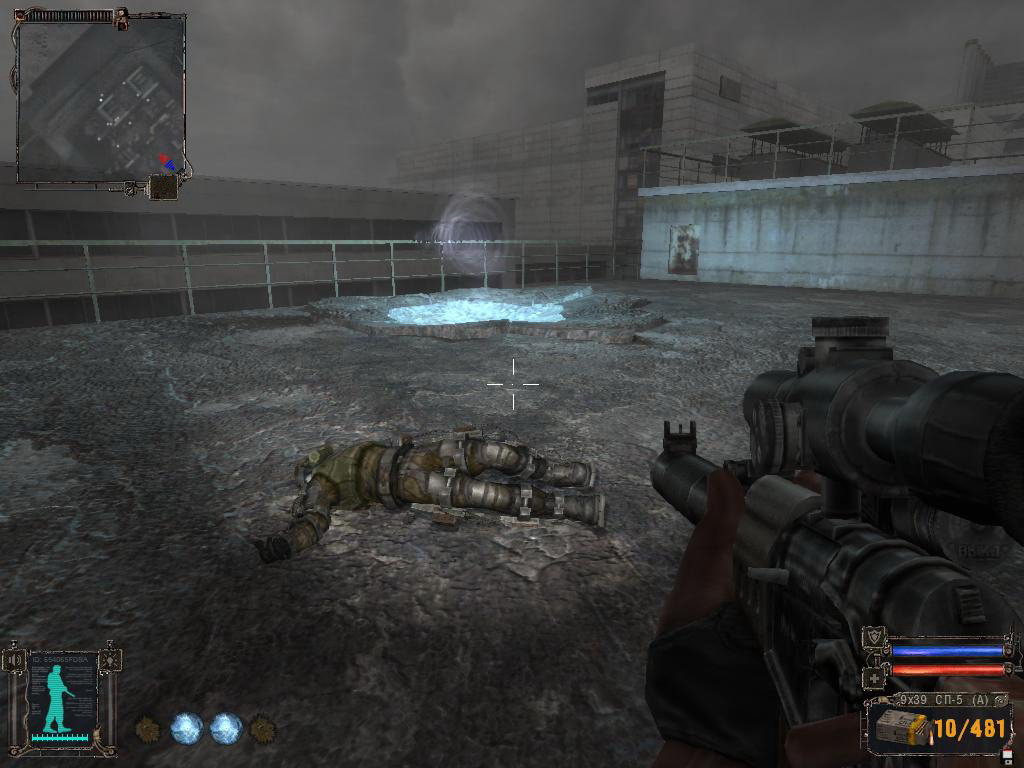
في بعض ألعاب الفيديو، يتم العثور على أشياء على جثث الأعداء المقتولين.

العناصر الموجودة في ألعاب إطلاق النار ليست شائعة كما هو الحال في الأنواع الأخرى، ومع ذلك، فإنها لا تزال تلعب دورًا رئيسيًا في طريقة اللعب. العناصر الأكثر شيوعًا هي الحزمة الصحية، المشابهة للجرعة في ألعاب تقمص الأدوار، وحزمة الذخيرة ، وهي صندوق ذخيرة عام يعمل مع أي سلاح قامت شخصية اللاعب بتجهيزه في ذلك الوقت. في بعض الأحيان، في الألعاب التي تحتوي على كميات كبيرة من الأسلحة المختلفة، ستكون هناك أيضًا حزم ذخيرة متخصصة، مثل عبوات النابالم أو الصواريخ / القنابل اليدوية لقاذفات الصواريخ والقنابل اليدوية، على التوالي.
في معظم الألعاب، يمكن الحصول على أسلحة جديدة، عادةً من جنود العدو المهزومين.